# Cube (видео-игра)
Cube је пуцачка видео игра у првом лицу која носи име свог покретача, бесплатниг програма отвореног кода (zlib-лиценца). Покретач и игру је направио Wouter van Oortmerssen.
Ова игра ради на различитим оперативним системима, укључујући Microsoft Windows, Linux, FreeBSD, OS X, AmigaOS 4, AROS, iPhone, Wii чак и Pocket PC уређај са 3D убрзањем као што је Dell Axim x50v. Користи OpenGL и SDL. Cube поседује оба начина игре - соло/мулти (single-player / multiplayer ). Игра садржи уграђени едитор нивоа.
Игра је издата 2001. године. Прво је издата игра са соло модом јануара 2002. године. касније ажурирање Cube изашло је 29. августа 2005. године. Популарни додатак AssaultCube изашао је новембра 2006. године.

## Играње
Изласком 29. августа 2005. године, игра је имала 37 SP (SinglePlayer) мапа и 65 DM (DeathMatch) мапа, све укупно 102 мапе заједно.
Multiplayer користи умрежени код игре (звани ENet) и користи client-server модел умрежавања.

### Single-player (Соло игра / један играч)
Single-player игра укључује две врсте модова. Обичан single-player мод у коме предмети и чудовишта се не "respawn" и имају фиксну позицију; и deathmatch мод (где постоји фиксни број чудовишта, десет по нивоу тежине) и предмети се "respawn".

### Multiplayer (Заједничка игра / више играча)
Multiplayer играње укључује дванаест модова:
- "Free For All": Често се користи за "предратно" и подешавање тимова.
- "Coop Edit": Играчи могу да преуређују мапу са другим играчима у реалном времену.
- "Free For All": нема тимске игре и ту је начин игре познат као - дуел.
- "Teamplay": као и "Free For All", само у савезу са онима чији је тим променљив и исти је као ваш.
- "Instagib": Сви играчи се стварају са муницијом за оружје и 1 поеном здравља. Предмети нису доступни (може да се бира да ли се игра заједно или свако за себе).
- "Efficiency": сви играчи имају 2 паковања миниције сваки са 256 поена здравља (може да се бира да ли се игра заједно или свако за себе).
- "Insta Arena": када је играч "fragged" (убијен), он остаје мртав док не остане само један играч "жив", а затим нова рунда почиње; сваки играч има само пушку и песницу (може да се бира да ли се игра заједно или свако за себе).
- "Tactics Arena": као и "Insta Arena", али свакин играч насумично добија два од могућа четири оружја (укључујући песнице), и два пакета муниције (може да се бира да ли се игра заједно или свако за себе).

## Развој

### Покретач игре
Cube покретач је дизајниран као покретач за "отворено", тј.он је дизајниран за мапе које су "отворене" за разлику од Doom-а и Quake-а, које су оптимизоване за затворени простор. Он користи псеудо-3D моделе света сличан Doom покретачу, на основу висине 2D мапе. Ово намеће нека ограничења (нпр. нема просторија изнад соба), али не дозвољава падине и 3D реквизите, што заузврат може да се користе за већину ограничења, на пример, створити пролаз "испод".
Покретач је базиран на "zero-precompilation" (нула-прекомпилација) филозофији—сви подаци мапа су преведени динамички, без потребе да се прерачунава као што су shadowmaps или BSP подаци. То чини уређивање мапе у реалном времену унутар игре изводљивим. Cube подржава више корисника, да уређује мапу у реалном времену.
Покретач је компактан и ослања се на једноставности и на "бруталну" силу уместо фине подешене комплексности.

### Даљи развој
- Intel је портовао игру на OpenGL ES да би демонстрирао нови мобилни 3D чипсет током Game Developers Conference 2005. године.[4][9]
- Cube се користио на информатичким курсевима Brown University 2006. године.[10]
- Настао је нови покретач игре базиран на Cube, назван Cube 2: Sauerbraten.
- Бесплатна игра која користи Cube покретач - AssaultCube изашла је новембра 2006. године.
- Cube-ов порт, замишљен као демо технологија је послата iPhone-у 2008. године, и објављена је на iPhone App Store 18. новембра исте године.[11][12]

## Рецепција
Cube је позитивно оцењен од стране LinuxDevCenter 2002. године и награђен је са "Happypenguin Award" за "Најбољу бесплатну 3D акциону игру" од стране The Linux Game Tome 2003. године. MacUpdate је оценио последњу верзију издања са 4.5 звездица од максималних 5.